# The Gentle Intruder
The Gentle Intruder er en amerikansk stumfilm fra 1917 af James Kirkwood.

## Medvirkende
- Mary Miles Minter som Sylvia.
- George Fisher som Arnold Baxter.
- Eugenie Forde som Mrs. Baxter.
- Harvey Clark som Mr. Baxter.
- Franklin Ritchie